# Canoë-kayak aux Jeux olympiques d'été de 1960
Navigation
Melbourne 1956 Tokyo 1964
Résultats des épreuves de Canoë-kayak aux Jeux olympiques d'été de 1960 à Rome.

## Tableau des médailles pour le canoë-kayak
| Rang | Nation                     | Or | Argent | Bronze | Total |
| ---- | -------------------------- | -- | ------ | ------ | ----- |
| 1    | Union soviétique           | 3  | 1      | 0      | 4     |
| 2    | Hongrie                    | 1  | 3      | 2      | 6     |
| 3    | Équipe unifiée d'Allemagne | 1  | 2      | 0      | 3     |
| 4    | Danemark                   | 1  | 0      | 1      | 2     |
| 4    | Suède                      | 1  | 0      | 1      | 2     |
| 6    | Italie                     | 0  | 1      | 0      | 1     |
| 7    | Pologne                    | 0  | 0      | 2      | 2     |
| 8    | Roumanie                   | 0  | 0      | 1      | 1     |

## Course en ligne

### 1 000 mètrescanoë monoplace hommes
| Médaille           | Nom              | Pays             |
| ------------------ | ---------------- | ---------------- |
| Médaille d'or      | Janos Parti      | Hongrie          |
| Médaille d'argent  | Aleksandr Silaev | Union soviétique |
| Médaille de bronze | Leon Rotman      | Roumanie         |

### 1 000 mètrescanoë biplace hommes
| Médaille           | Noms                             | Pays             |
| ------------------ | -------------------------------- | ---------------- |
| Médaille d'or      | Leonid Geishtor Sergei Makarenko | Union soviétique |
| Médaille d'argent  | Aldo Dezi Francesco La Macchia   | Italie           |
| Médaille de bronze | Imre Farkas András Törő          | Hongrie          |

### 500 mètreskayak monoplace femmes
| Médaille           | Nom                       | Pays                       |
| ------------------ | ------------------------- | -------------------------- |
| Médaille d'or      | Antonina Seredina         | Union soviétique           |
| Médaille d'argent  | Therese Zenz              | Équipe unifiée d'Allemagne |
| Médaille de bronze | Daniela Walkowiak-Pilecka | Pologne                    |

### 1 000 mètreskayak monoplace hommes
| Médaille           | Nom              | Pays     |
| ------------------ | ---------------- | -------- |
| Médaille d'or      | Erik Hansen      | Danemark |
| Médaille d'argent  | Imre Szöllösi    | Hongrie  |
| Médaille de bronze | Gert Fredriksson | Suède    |

### relais 4×500 mètres kayak monoplace hommes
| Médaille           | Noms                                                         | Pays                       |
| ------------------ | ------------------------------------------------------------ | -------------------------- |
| Médaille d'or      | Dieter Krause Günther Perleberg Paul Lange Friedhelm Wentzke | Équipe unifiée d'Allemagne |
| Médaille d'argent  | Imre Szöllösi Imre Kemecsey Andras Szente György Mészáros    | Hongrie                    |
| Médaille de bronze | Erik Hansen Helmuth Sörensen Arne Höyer Erling Jessen        | Danemark                   |

### 1 000 mètreskayak biplace hommes

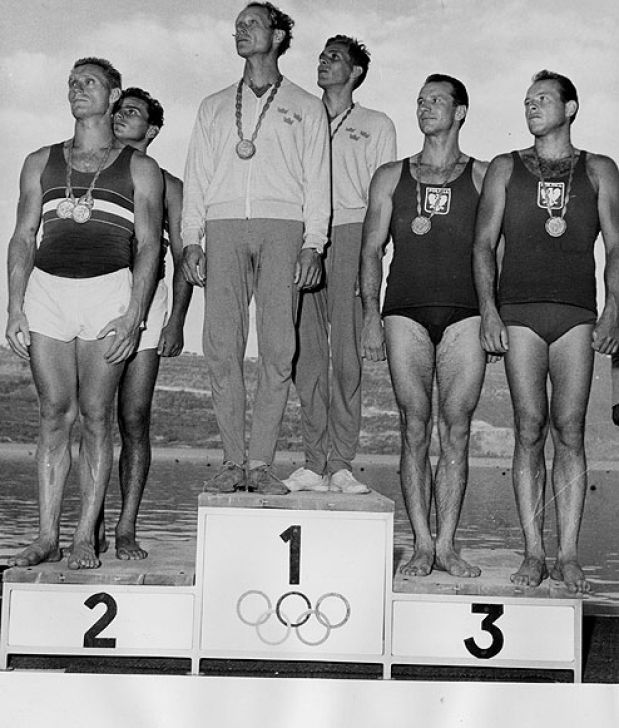
Podium du K-2 1000 mètres.

| Médaille           | Noms                                 | Pays    |
| ------------------ | ------------------------------------ | ------- |
| Médaille d'or      | Gert Fredriksson Sven-Olov Sjödelius | Suède   |
| Médaille d'argent  | Andras Szente György Mészáros        | Hongrie |
| Médaille de bronze | Stefan Kapłaniak Władysław Zieliński | Pologne |

### 500 mètreskayak biplaces femmes
| Médaille           | Noms                              | Pays                       |
| ------------------ | --------------------------------- | -------------------------- |
| Médaille d'or      | Mariya Shubina Antonina Seredina  | Union soviétique           |
| Médaille d'argent  | Therese Zenz Ingrid Hartmann      | Équipe unifiée d'Allemagne |
| Médaille de bronze | Klára Fried-Bánfalvi Vilma Egresi | Hongrie                    |